# Jean-Baptist Versmessen

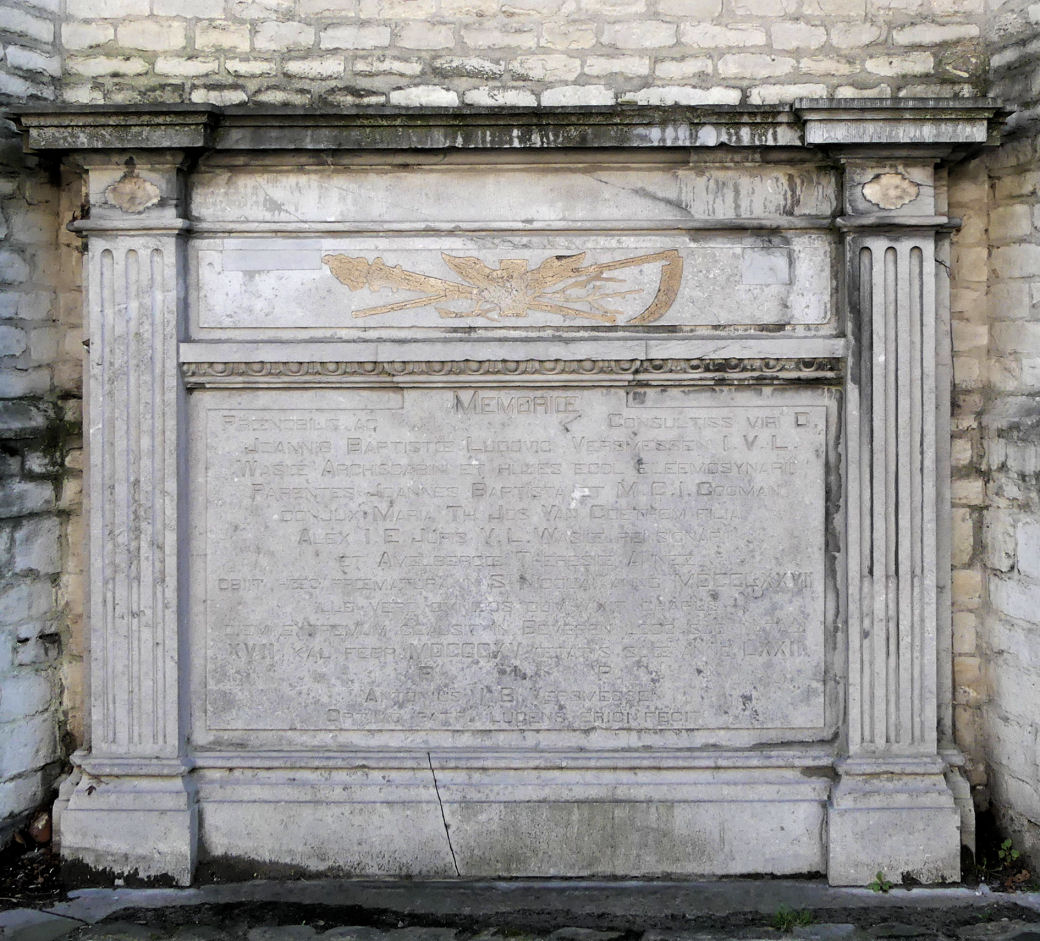
Grafzerk in arduin, Sint-Martinuskerk te Beveren.

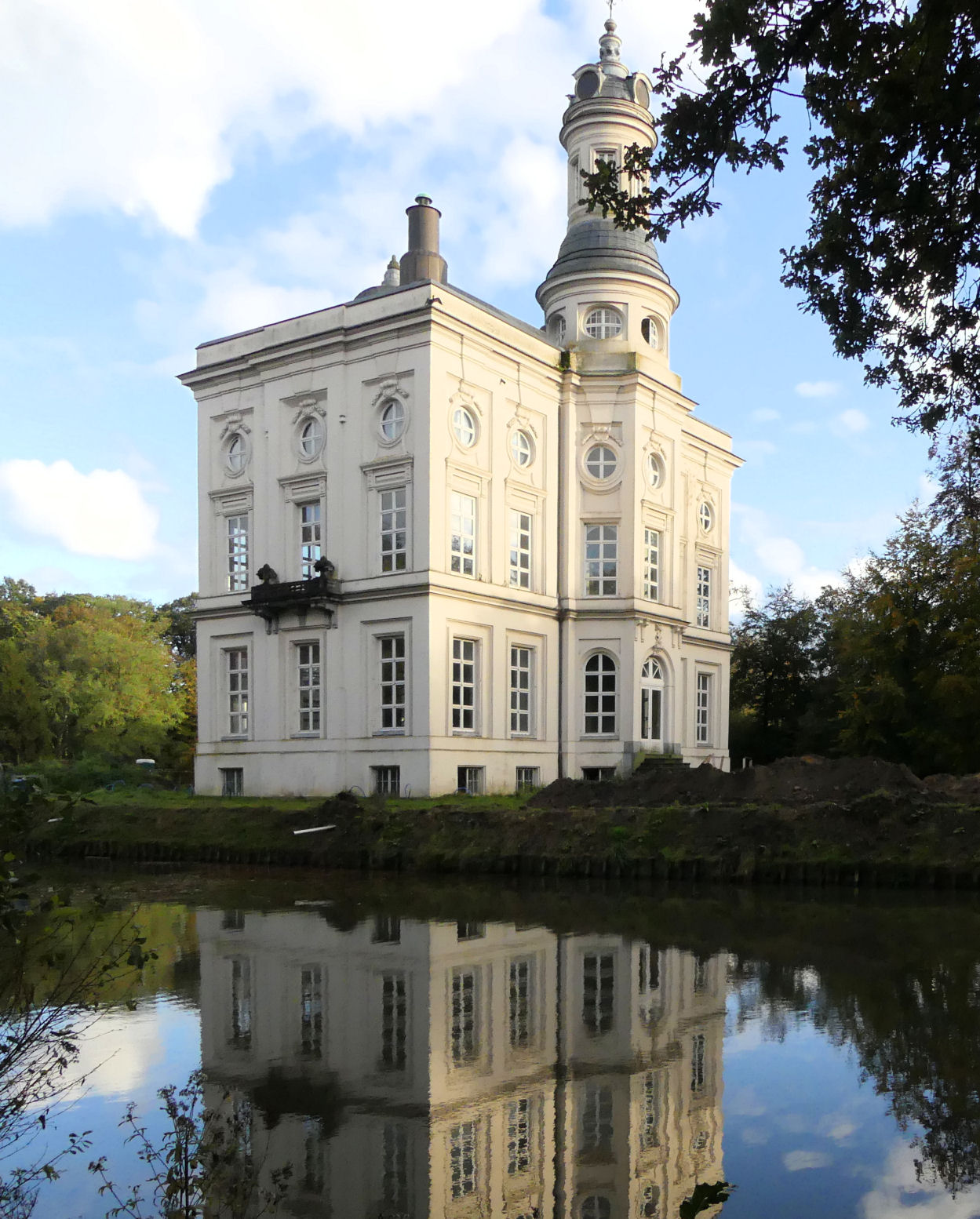
Hof ter Saksen, eigendom van Versmessen

Jean-Baptist Versmessen (gestorven in Beveren, 17 februari 1815) was een lid van het feodaal leenhof van Waas.

## Biografie
De familie Versmessen behoort tot de Wase scabinale geslachten en is afkomstig uit Beveren.  Hij was een zoon van Jean-Baptiste senior en Catherine Cooman. Hij huwde met jonkvrouw Maria Teresia Josepha van Goethem (dochter van jonkheer Alexander van Goethem, hoogschepen), die in het kraambed overleed in Kasteel Walburg. Zij werd begraven in de Sint-Nicolaaskerk van Sint-Niklaas.
Hij werd benoemd tot hoogschepen van het Land van Waas in opvolging van jonkheer Emmanuel vander Vynct. Hij werd in de erfelijke adelstand opgenomen door keizerin Maria Theresia.
In 1781 kwam hij in bezit van het leengoed Ter Saksen, dat hij liet verbouwen tot een neoclassicistisch lusthof.